# Tanya Reynolds
Tanya Louise Reynolds (nascuda el 4 de novembre de 1991) és una actriu anglesa. Va aconseguir el seu primer paper important a la sèrie de comèdia dramàtica de Sky 1 Delicious (2016-2019). Reynolds va guanyar més protagonisme per interpretar Lily Iglehart a la comèdia dramàtica de Netflix Sex Education (2019-present), on ha format part del repartiment principal des de la primera temporada. Reynolds va ser nomenada com una de les Screen International's Stars of Tomorrow del 2020.

## Primers anys de vida
Reynolds va néixer i es va criar a Hemel Hempstead, Hertfordshire. El seu pare era constructor i la seva mare escriptora de senyals. És d'ascendència meitat anglesa i meitat italiana. La seva primera experiència com a actriu va ser als quatre anys a la nativitat de l'escola.
Reynolds va guanyar una beca totalment finançada per assistir a l'Oxford School of Drama, suposadament reconeixent que, d'altra manera, no hauria pogut pagar les taxes de l'escola de teatre. Reynolds es va graduar el 2015.

## Carrera
Reynolds va aparèixer per primera vegada a la pantalla en diversos curtmetratges, inclosos Civilized People del duo de comèdia britànic In Cahoots, que es va mostrar al Festival Fringe d'Edimburg l'agost de 2015, The Jealous Boyfriend, també per In Cahoots, i Introducing Lucy. El 2016, Reynolds va aconseguir la seva primera aparició a la televisió a Delicious, on va interpretar Teresa Benelli durant 12 episodis.
El 2017, Reynolds va aprofundir en la seva carrera televisiva, amb papers a Outlander, interpretant a Lady Isobel Dunsany, i a la sèrie de thriller de la BBC Rellik, amb el personatge de Sally de 20 anys. El mateix any va interpretar Pearl Marston al drama criminal de la BBC Death in Paradise a l'episodi Murder from Above que es va mostrar el gener de 2018.
El 2018, Reynolds va ser actriu principal al llargmetratge Fanny Lye Deliver'd entre un repartiment que incloïa Charles Dance i Maxine Peake. També va interpretar un paper principal com a Teresa a la comèdia Sky One Delicious, al costat d'un repartiment que incloïa Iain Glen i Dawn French.
El 2019, va protagonitzar Lily Iglehart per a la primera sèrie de la comèdia dramàtica de Netflix Sex Education, en episodis posteriors el seu paper secundari es va canviar a un paper principal. La sèrie es va estrenar l'11 de gener de 2019 amb l'aclamació de la crítica. Reynolds interpretà a la Sra. Elton en un remake de la pel·lícula del 2020 Emma de Jane Austen, juntament amb Anya Taylor-Joy i Bill Nighy.
Reynolds va ser nomenada com Screen International's Stars of Tomorrow l'any 2020, per la seva mostra de talent en la indústria de la televisió i el cinema de Gran Bretanya i d'Irlanda.
El 2021, Reynolds va tenir l'oportunitat d'interpretar la reina Victòria a la sèrie Dodger (sèrie de televisió) de NBCUniversal, al costat de Christopher Eccleston com Fagin i David Threlfall com a cap de policia.

## Filmografia
| Any  | Títol                       | Funció                | Notes         |
| ---- | --------------------------- | --------------------- | ------------- |
| 2015 | The Jealous Boyfriend       | Katie                 | Curtmetratge  |
| 2015 | Civilised People            | Francesca             | Curtmetratge  |
| 2015 | Introducing Lucy            | Lucy                  | Curtmetratge  |
| 2018 | Fanny Lye Deliver'd         | Rebecca Henshaw       | Pel·lícula    |
| 2019 | The Delivery                | Jana Palmer           | Curtmetratge  |
| 2019 | For Love or Money           | Alexa                 | Pel·lícula    |
| 2019 | Lily Meets Charlie          | Lliri                 | Curtmetratge  |
| 2019 | Undergods                   | Maria                 | Pel·lícula    |
| 2020 | Emma.                       | Senyora Augusta Elton | llargmetratge |
| 2021 | X to X                      | Jeanie / Layla        | Curtmetratge  |
| 2022 | Everybody Dies... Sometimes | Mara                  | Curtmetratge  |

| Any       | Títol                       | Funció                 | Notes                            |
| --------- | --------------------------- | ---------------------- | -------------------------------- |
| 2016–2019 | Delicious                   | Teresa Benelli         | Major - 12 episodis              |
| 2017      | Rellik                      | Sally                  | 3 episodis                       |
| 2017      | Outlander                   | Senyora Isobel Dunsany | Episodi: "Of Lost Things"        |
| 2017      | Death in Paradise           | Perla Marston          | Episodi: Assassinat des de sobre |
| 2018      | The Bisexual                | Jill                   | Episodi: "1.5"                   |
| 2019      | The Mallorca Files          | Claire Taylor          | Episodi: "Honor Entre Lladres"   |
| 2020      | Breeders                    | Terapeuta              | Episodi: 1.6 - No Dur            |
| 2019–2021 | Sex Education               | Lliri Iglehart         | 22 episodis                      |
| 2021      | Dodger (sèrie de televisió) | Victòria de reina      | Episodi pilot                    |
| 2020      | The Baby                    | Helen                  | 3 episodis                       |